# Chemin de fer de Tsarskoïe Selo

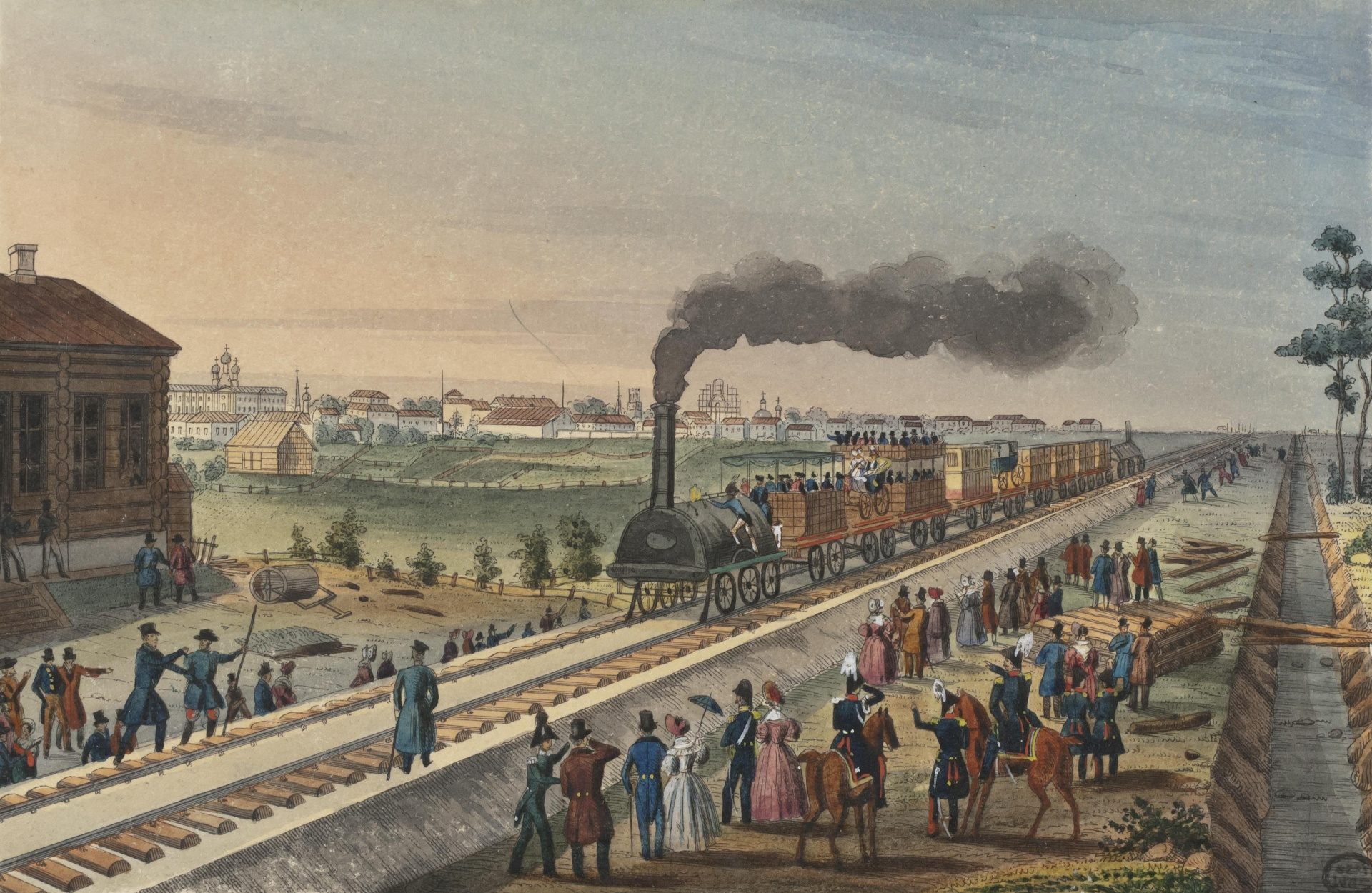
Arrivée d'un train en gare vers 1838

La ligne de chemin de fer de Tsarskoïe Selo (en russe : Царскосельская железная дорога) est la première ligne de chemin de fer à ouvrir en Russie impériale en 1837 et la sixième au monde. Elle relie alors la gare de Tsarskoïe Selo de Saint-Pétersbourg aux gares de Tsarskoïe Selo et de Pavlovsk. L'oukaze de Nicolas Ier ordonnant sa construction date du 15 avril 1836. Les travaux débutent le 1er mai suivant et la ligne est inaugurée le 30 octobre (11 novembre) 1837.

## Historique
L'ingénieur autrichien Franz Anton von Gerstner (1796-1840) est chargé du projet. Il avait été invité en Russie pour étudier la possibilité de la construction de lignes de chemin de fer en 1834 et reçu par l'empereur en janvier 1835.
L'écartement de la voie est de 1 829 mm, car Gerstner estime que l'écartement des voies en Europe occidentale est trop étroit (1 435 mm), et la ligne se déroule sur 27 kilomètres. Presque tout le matériel provient de l'étranger : on achète d'Angleterre (Hackworth et Stephenson) et de Belgique (Cockerill) six locomotives, (plus tard on les achètera en Allemagne et en Belgique, et on en fabriquera en Russie) quarante-quatre wagons de passagers et dix-neuf wagons de marchandise. Le jour de l'inauguration, c'est un train de huit wagons qui parcourt le trajet, à bord duquel se trouve Nicolas Ier, Gerstner, et des invités d'honneur. Le train part à deux heures et demie de l'après-midi et arrive au bout de trente-cinq minutes à Tsarskoïe Selo sous les hourras de la foule, et le retour se fait en vingt-sept minutes. Les trois jours suivants, le trajet est gratuit pour tous ceux qui le désirent. La ligne est prolongée jusqu'à Pavlovsk, le 22 mai 1838. Johann Strauss dirige un orchestre en gare de Pavlovsk, le jour de l'inauguration.
Le train est divisé en quatre classes, la « berline » correspond à la classe la plus confortable pour huit passagers, puis vient la « diligence », le « charaban », et enfin le « wagon ». Les deux dernières classes sont à ciel ouvert et accueillent une dizaine de passagers.

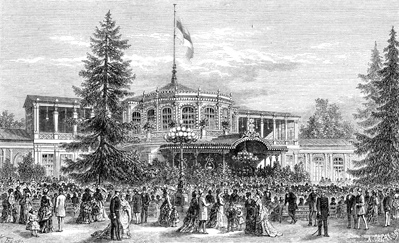
Pavillon de musique de la gare de Pavlovsk vers 1870

L'exploitation de la ligne commence au début à neuf heures du matin, jusqu'à vingt-deux heures avec trois à quatre heures d'intervalle et la vitesse moyenne est de 32 km/h. À la fin des années 1860, elle est portée à près de 43 km/h. La ligne est doublée en 1876. Elle est exploitée à part jusqu'en 1897, date à laquelle elle entre dans la compagnie des chemins de fer de Moscou-Vidava-Rybinsk. C'est alors que l'écartement des voies est porté à 1 524 mm, comme pour le reste des lignes russes. On construit à la fin du XIXe siècle une ligne spéciale parallèle uniquement réservée à l'empereur et à ses invités pour les mener à Tsarskoïe Selo, puis un pavillon impérial servant de gare et un autre au bord du canal Vvedenski de Saint-Pétersbourg.

## Traduction
- (ru) Cet article est partiellement ou en totalité issu de l’article de Wikipédia en russe intitulé « Царскосельская железная дорога » (voir la liste des auteurs).